# Edward Garry
Edward Garry, també conegut com a Ted Garry, (Renton, 7 de març de 1885 - ?) fou un futbolista escocès dels anys 1900 i posteriorment entrenador.

## Trajectòria
Com a futbolista defensà els colors dels clubs Galston, Celtic, Ayr United cedit i Derby County. Durant els anys vint fou el primer entrenador del RCD Espanyol, al qual dirigí dues temporades.